# Andreas Görlitz
Andreas Görlitz (ur. 31 stycznia 1982 w Weilheim in Oberbayern) – niemiecki piłkarz grający na pozycji obrońcy.

## Kariera
Görlitz jest wychowankiem klubu TSV Rott/Lech, do którego przyszedł w 1989 roku. Siedem lat później zawodnik przeszedł do TSV 1860 Monachium. Na swój debiut w pierwszym składzie czekał do 10 lutego 2002 roku, kiedy to jego drużyna wygrała z 1. FC Nürnberg 2:1. W sezonie 2003/2004 piłkarz stał się podstawowym graczem zespołu i rozegrał 31 spotkań ligowych, jednak jego drużyna spadła do drugiej ligi. W 2004 roku Görlitz został sprzedany do odwiecznego rywala TSV – Bayernu Monachium, gdzie zadebiutował 7 sierpnia w meczu przeciwko HSV. W tym samym sezonie – 3 listopada 2004 roku – rozegrał swój pierwszy mecz w Lidze Mistrzów. Wystąpił wówczas w spotkaniu z Juventusem. Słabe występy w drużynie z Monachium spowodowały, że w sezonie 2005/2006 gracz został przesunięty do rezerw. Latem 2007 roku został wypożyczony do Karlsruher SC. Swój pierwszy mecz w drużynie beniaminka Bundesligi rozegrał 12 sierpnia 2007 roku w wygranym spotkaniu z 1. FC Nürnberg.